# بهيجة إدريس
بهيجة العلمي الإدريسي الشهيرة باسم «بهيجة إدريس» مطربة مغربية تعتبر من أعمدة الأغنية المغربية إلى جانب نعيمة سميح، إبراهيم العلمي، عبد الوهاب الدكالي، عبد الهادي بالخياط، محمد فويتيح، أحمد الغرباوي، عبد الواحد التطواني، إسماعيل أحمد، أحمد البيضاوي، محمد الحياني، أحمد جبران، عبد الوهاب أكومي.

## نشأتها
ولدت الفنانة بهيجة إدريس في حي الصف بمدينة سلا، عشقت الغناء في سن 12 سنة، وبدأت في سن قريب من هذا السن أي أن بدايتها في بداية الخمسينيات، ترعرعت الفنانة بهيجة إدريس في أسرة فنية كبيرة فشقيقتها أمينة إدريس مطربة وزوج شقيقتها الملحن الكبير محمد بن عبدالسلام وإبنة شقيقتها المطربة القديرة غيثة بن عبد السلام وأخيها محمد الإدريسي صاحب الخالدات وإبنتها المطربة دعاء عبد الرحمن وزوجها الملحن عبد الرحمن الكردودي وكان للملحن عبد الرحيم السقاط والمطرب والملحن عبد الوهاب الدكالي علاقة بزواجها من عبد الرحمن الكردودي، تتميز بصوتها الرخيم الفخم العذب وأعجب به الملحن الكبير محمد بن عبد السلام فلحن له أشهر أغانيها وأروعها من أفضل ما بهيجة إدريس غنت وما محمد بن عبد السلام لحن رائعة «عطشانة» والمعروفة أيضاً بـ«الماء يجري قدامي» من كلمات محمد الغربي غنتها عام 1966 وأعجب بها الملك الراحل الحسن الثاني فأمر المطرب عبد الحي الصقلي أن يغنيها ولا تزال المواهب المغربية النسائية الصاعدة تغنيها إلى يومنا هذا. بهيجة إدريس ظهرت في وقت كان صعباً على المرأة الغناء فكان صوتها يعتبر عورة وفي لقاء عام 2000 بعدما اعتزلت الغناء قالت «أنا من طبعي التحدي» وتحدثت عن بعض الصعاب التي واجهتها ومنها أنها كانت في مدينة الدار البيضاء وتجمع عليها الناس من كل الجهات فسدو عليها الطريق وأن إخوانها كانوا يأتون إلى الإذاعة ليمنعوها من الغناء.

## المشوار الفني
لمع اسم الفنانة بهيجة إدريس بأغاني كثيرة منها:
- «عندي وحيدة» مع إبراهيم القادري كلمات عبد الله بن شقرون وألحان محمد بن عبد السلام.
- «إنت هاني وأنا هانية» مع محمد بن طاهر كلمات وألحان محمد بن عبد السلام.
- «عطشانة» رائعتها الشهيرة من كلمات محمد الغربي وألحان محمد بن عبد السلام.
- «حبيبي تعالى» قصيدة رائعة من شعر الشاعر اللبناني المهجري إلياس فرحات وألحان العملاق أحمد البيضاوي.
- «القمر الأحمر» قصيدة رائعة مع عبد الهادي بالخياط من شعر الشاعر المغربي عبد الرفيع الجواهري وألحان الكبير عبد السلام عامر.
- «إغضب» قصيدة رائعة لنزار قباني من ألحان الكبير عبد اللطيف السحنوني.
- قصائد طرب الملحون المغربي مثل: قصيدة ماتفهمناش، قصيدة الكناوي وقصيدة المالحة.

والكثير من الأغاني منها: خايفة قلبي ليبوح بسري للناس، رجع لي وكان مسافر، الشمس غربات.
تعاملت مع أبرز الملحنين المغاربة مثل: أحمد البيضاوي، محمد بن عبد السلام، عبد النبي الجيراري، عبد السلام عامر، عبد الوهاب الدكالي، عبد اللطيف السحنوني، عبد الرحمن الكردودي، محمد علي، العربي الكوكبي.
وتعاملت مع أبرز الكتاب المغارييين مثل: أحمد الطيب العلج وعلي الحداني وعبد الله شقرون ومحمد الغربي وحمادي التونسي. وتعاملت مع شعراء أبرز مغاربة مثل: عبد الرفيع الجواهري ومحمد بلحسين. وغنت قصيدة من قصائد الشاعر الأندلسي ابن زيدون وهي «اشوق القاتل».
وهاجرت في الستينيات إلى مصر لمدة قصيرة فتعرفت على عبد الحليم حافظ وفريد الأطرش ومحمد عبد الوهاب وتعاملت مع رياض السنباطي والموجي.
وكانت أول من غنى قصيدتي «إغضب» و«كلمات» لنزار قباني قبل أن تشتهر المطربة السورية أصالة بالأولى والفنانة اللبنانية ماجدة الرومي.